# ドイツの宗教
2023年推計におけるドイツの宗教分布
2023年推計によるドイツの宗教
ドイツの宗教（ドイツ語: Religionen in Deutschland）には、ドイツ連邦共和国の宗教的な現状や、ドイツ語圏における宗教の歴史的な変遷が含まれる。
現代のドイツで最も多い宗教はキリスト教であり、ドイツ地域には、300年頃にキリスト教が伝わり、一部はローマ帝国の支配下にあった。その後、5世紀頃からフランク人やほかのゲルマン部族がキリスト教に改宗し、8〜9世紀のカール大帝の時代までにはほぼ全域がキリスト教化されていた。16世紀初頭にマルティン・ルターが宗教改革を始めると、多くの人々がカトリック教会から離れ、主にルター派やカルヴァン派のプロテスタントに転向していた。17〜18世紀には、ドイツの都市が異端思想や時には反宗教的な自由思想の中心地となり、宗教の影響を疑問視する動きが広がっていた。これにより、道徳に関する世俗的な考えがドイツやヨーロッパ全体に広がる一因となっていた。
2023年時点で、ドイツの人口の約48％がキリスト教徒で、そのうち46％が二大キリスト教会に所属している。キリスト教徒の約半数は主にローマ・カトリックで、南部や西部に信者が多く、残りの半数は主にドイツ福音教会（EKD）に属し、北部での信仰が中心である。また、ドイツ福音自由教会連合、東方正教会、エホバの証人などの小規模なキリスト教教派も存在している。イスラム教徒の割合は4.6％から6.7％と推定され、ほかにも仏教、ユダヤ教、ヒンドゥー教、ヤズィード教など少数派の宗教が存在している。
それ以外の人々は教会に所属しておらず、多くは無神論者、不可知論者、またはその他の非宗教的な立場を取っている。60％のドイツ人は「神が存在する」と信じており、9％は「何らかの高次の力や霊的な力を信じる」とし、27％は「神も高次の力も信じない」と答えた。別の調査では、44％が「神の存在を信じる」と答え、25％が「霊的な力や生命の力があると信じる」とし、27％が「いかなる神や霊的な力も信じない」と回答した。35％の住民は自身の宗教や信仰に強い帰属意識を持っている。
ドイツでは人口の約半数が無宗教で、宗教の分布は地域や年齢によって大きく異なる。これは、ドイツが啓蒙思想の拠点であった歴史や、戦後の共産主義の影響を反映している。ベルリン、ハンブルク、ブレーメン、ミュンヘン、ケルンといった主要都市や、1949年から1990年まで旧東ドイツであった東部地域では無宗教者が多数を占めている。共産主義政権下にあった東ドイツは、世界で最も宗教色の薄い地域である。一方、同じ時期に旧西ドイツであった西部の農村地域では、宗教が深く根付いており、非常に信仰心の強い地域も存在している。